# Gensac-de-Boulogne
Pour les articles homonymes, voir Gensac et Boulogne.
Gensac-de-Boulogne est une commune française située dans l'ouest du département de la Haute-Garonne, en région Occitanie. Sur le plan historique et culturel, la commune est dans le pays de Comminges, correspondant à l’ancien comté de Comminges, circonscription de la province de Gascogne située sur les départements actuels du Gers, de la Haute-Garonne, des Hautes-Pyrénées et de l'Ariège.
Exposée à un climat océanique altéré, elle est drainée par la Gimone, la Gesse, la Bernesse, Nom inconnu, Nom inconnu, Nom inconnu et par divers autres petits cours d'eau. La commune possède un patrimoine naturel remarquable composé d'une zone naturelle d'intérêt écologique, faunistique et floristique.
Gensac-de-Boulogne est une commune rurale qui compte 97 habitants en 2022, après avoir connu un pic de population de 485 habitants en 1836. Ses habitants sont appelés les Gensacais ou  Gensacaises.

## Géographie

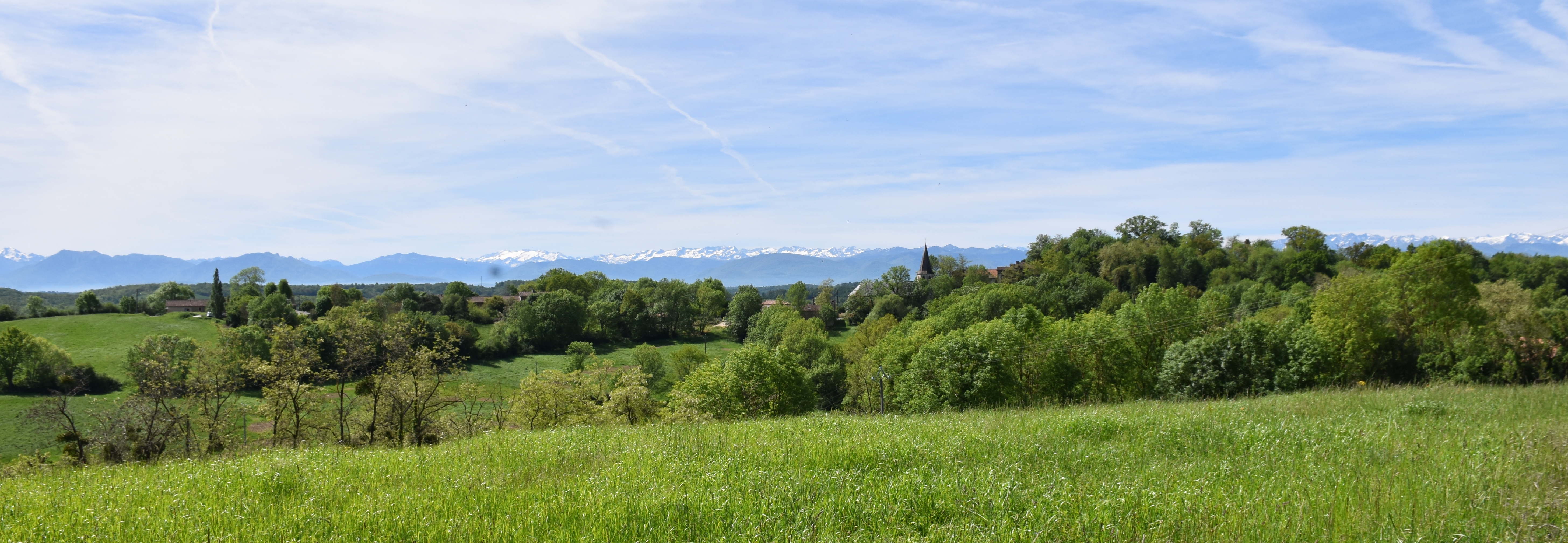
Panorama du village: le clocher de l'église émergeant de la verdure avec les Pyrénées en arrière plan.

### Localisation

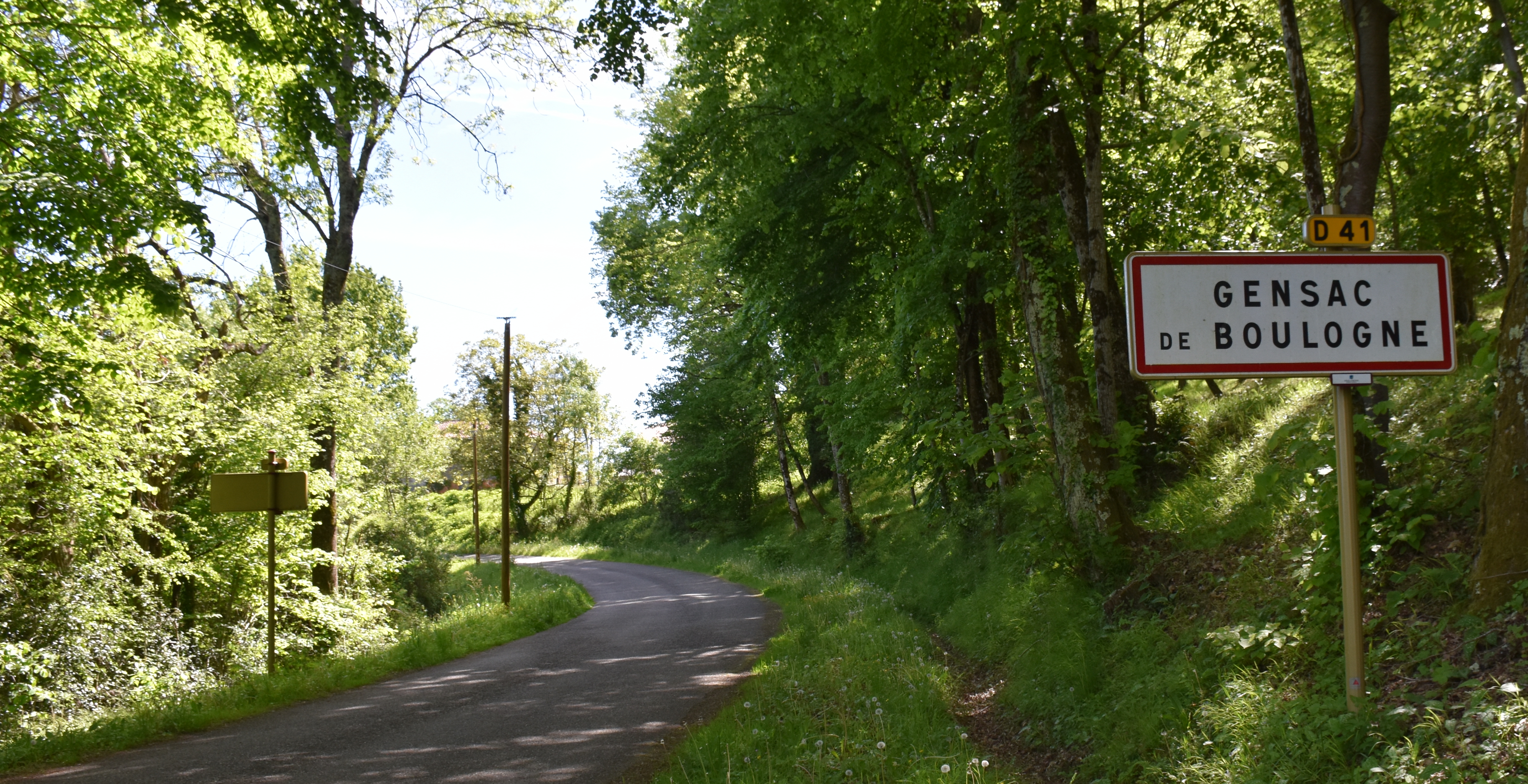
Une entrée de la commune.

La commune de Gensac-de-Boulogne se trouve dans le département de la Haute-Garonne, en région Occitanie.
Elle se situe à 79 km à vol d'oiseau de Toulouse, préfecture du département, et à 20 km de Saint-Gaudens, sous-préfecture.
Les communes les plus proches sont : 
Saint-Loup-en-Comminges (0,9 km), Lalanne (1,8 km), Nizan-Gesse (2,3 km), Pouy (2,6 km), Villemur (3,0 km), Betbèze (3,7 km), Devèze (3,8 km), Sarrecave (4,3 km).
Sur le plan historique et culturel, Gensac-de-Boulogne fait partie du pays de Comminges, correspondant à l’ancien comté de Comminges, circonscription de la province de Gascogne située sur les départements actuels du Gers, de la Haute-Garonne, des Hautes-Pyrénées et de l'Ariège.
Les communes limitrophes sont Lalanne, Villemur, Blajan, Boulogne-sur-Gesse, Nizan-Gesse et Saint-Loup-en-Comminges.
| Lalanne (Hautes-Pyrénées)  |                    | Boulogne-sur-Gesse |
| Villemur (Hautes-Pyrénées) | Gensac-de-Boulogne | Blajan             |
| Saint-Loup-en-Comminges    | Nizan-Gesse        |                    |

### Hydrographie

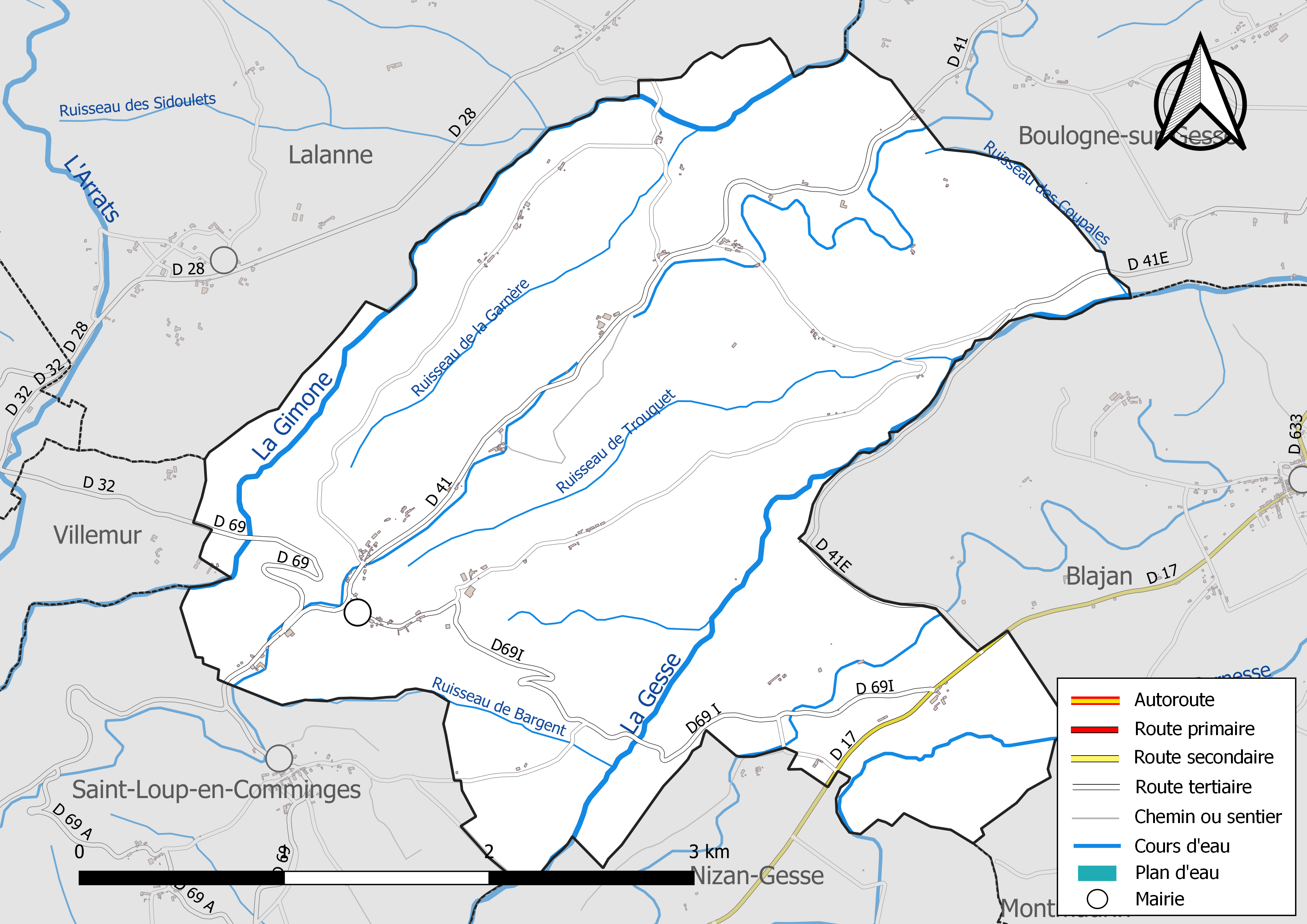
Réseaux hydrographique et routier de Gensac-de-Boulogne.

La commune est dans le bassin de la Garonne, au sein du bassin hydrographique Adour-Garonne. Elle est drainée par la Gimone, la Gesse, la Bernesse, le ruisseau de Bargent, le ruisseau de la Garnère le ruisseau des Coupales le ruisseau des Sidoulets le ruisseau de Trouquet et par divers petits cours d'eau, constituant un réseau hydrographique de 24 km de longueur totale,.
La Gimone, d'une longueur totale de 135,7 km, prend sa source dans la commune de Saint-Loup-en-Comminges et s'écoule du sud vers le nord. Il traverse la commune et se jette dans la Garonne à Castelferrus, après avoir traversé 54 communes.
La Gesse, d'une longueur totale de 52,1 km, prend sa source dans la commune d'Arné (65) et s'écoule vers le nord-est. Il traverse la commune et se jette dans la Save à Espaon (32), après avoir traversé 21 communes.
La Bernesse, d'une longueur totale de 18,4 km, prend sa source dans la commune de Balesta et s'écoule du sud-ouest vers le nord-est. Elle traverse la commune et se jette dans La Save à Montgaillard-sur-Save, après avoir traversé 7 communes.

### Climat
Pour des articles plus généraux, voir Climat de l'Occitanie et Climat de la Haute-Garonne.
En 2010, le climat de la commune est de type climat océanique altéré, selon une étude s'appuyant sur une série de données couvrant la période 1971-2000. En 2020, Météo-France publie une typologie des climats de la France métropolitaine dans laquelle la commune est dans une zone de transition entre le climat océanique et le climat de montagne et est dans une zone de transition entre les régions climatiques « Aquitaine, Gascogne » et « Pyrénées centrales »0.
Pour la période 1971-2000, la température annuelle moyenne est de 12,3 °C, avec une amplitude thermique annuelle de 14,4 °C. Le cumul annuel moyen de précipitations est de 977 mm, avec 9,9 jours de précipitations en janvier et 6,8 jours en juillet. Pour la période 1991-2020, la température moyenne annuelle observée sur la station météorologique la plus proche, située sur la commune de Clarac à 18 km à vol d'oiseau, est de 12,5 °C et le cumul annuel moyen de précipitations est de 804,9 mm,. Pour l'avenir, les paramètres climatiques de la commune estimés pour 2050 selon différents scénarios d’émission de gaz à effet de serre sont consultables sur un site dédié publié par Météo-France en novembre 2022.

### Milieux naturels et biodiversité

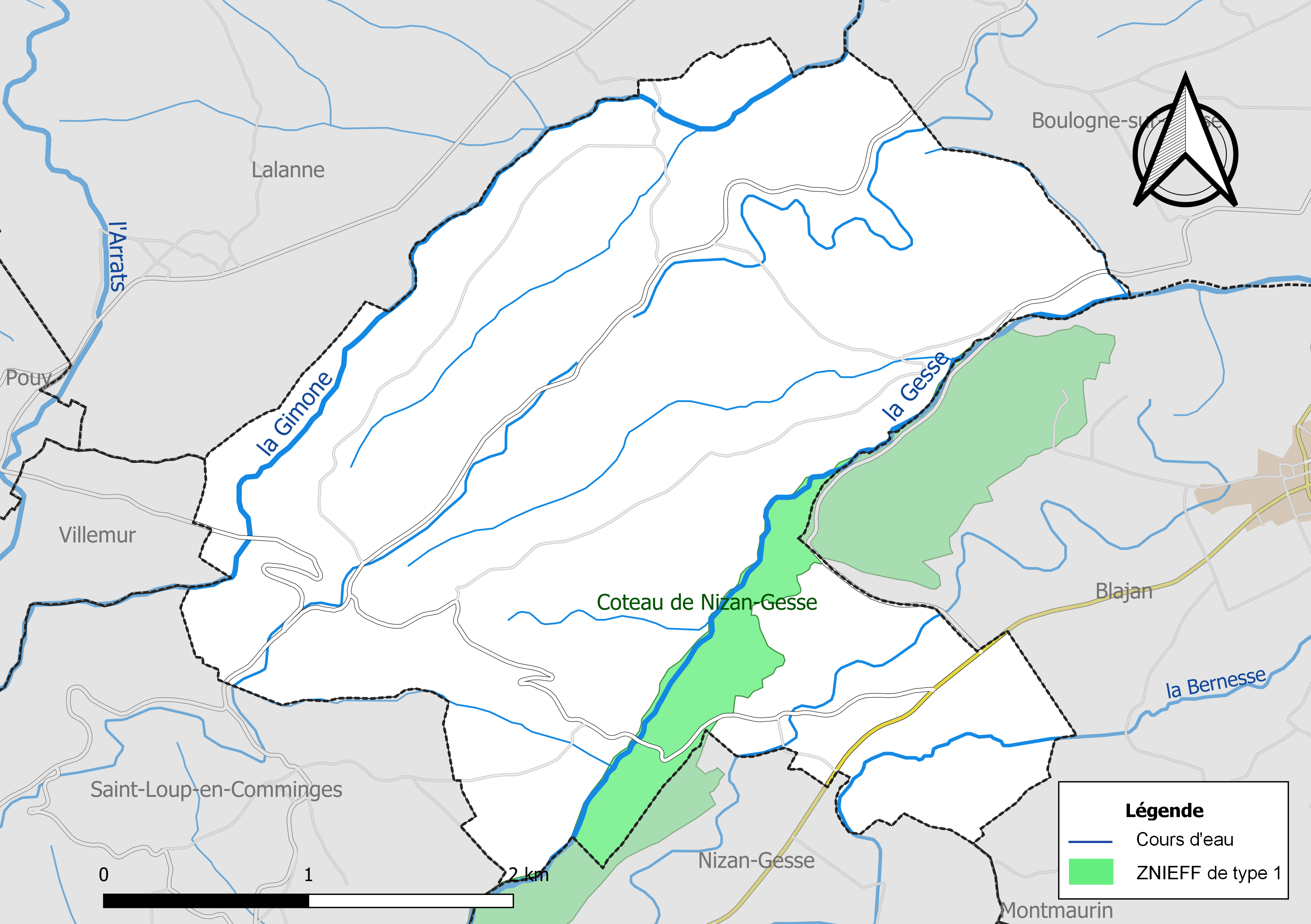
Carte de la ZNIEFF de type 1 localisée sur la commune.

L’inventaire des zones naturelles d'intérêt écologique, faunistique et floristique (ZNIEFF) a pour objectif de réaliser une couverture des zones les plus intéressantes sur le plan écologique, essentiellement dans la perspective d’améliorer la connaissance du patrimoine naturel national et de fournir aux différents décideurs un outil d’aide à la prise en compte de l’environnement dans l’aménagement du territoire.
Une ZNIEFF de type 1 est recensée sur la commune :
le « coteau de Nizan-Gesse » (231 ha), couvrant 4 communes du département.

## Urbanisme

### Typologie
Au 1er janvier 2024, Gensac-de-Boulogne est catégorisée commune rurale à habitat très dispersé, selon la nouvelle grille communale de densité à sept niveaux définie par l'Insee en 2022.
Elle est située hors unité urbaine et hors attraction des villes,.

### Occupation des sols
L'occupation des sols de la commune, telle qu'elle ressort de la base de données européenne d’occupation biophysique des sols Corine Land Cover (CLC), est marquée par l'importance des territoires agricoles (70,4 % en 2018), une proportion identique à celle de 1990 (70,4 %). La répartition détaillée en 2018 est la suivante : 
zones agricoles hétérogènes (51,3 %), forêts (29,6 %), terres arables (11 %), prairies (8,1 %). L'évolution de l’occupation des sols de la commune et de ses infrastructures peut être observée sur les différentes représentations cartographiques du territoire : la carte de Cassini (XVIIIe siècle), la carte d'état-major (1820-1866) et les cartes ou photos aériennes de l'IGN pour la période actuelle (1950 à aujourd'hui).

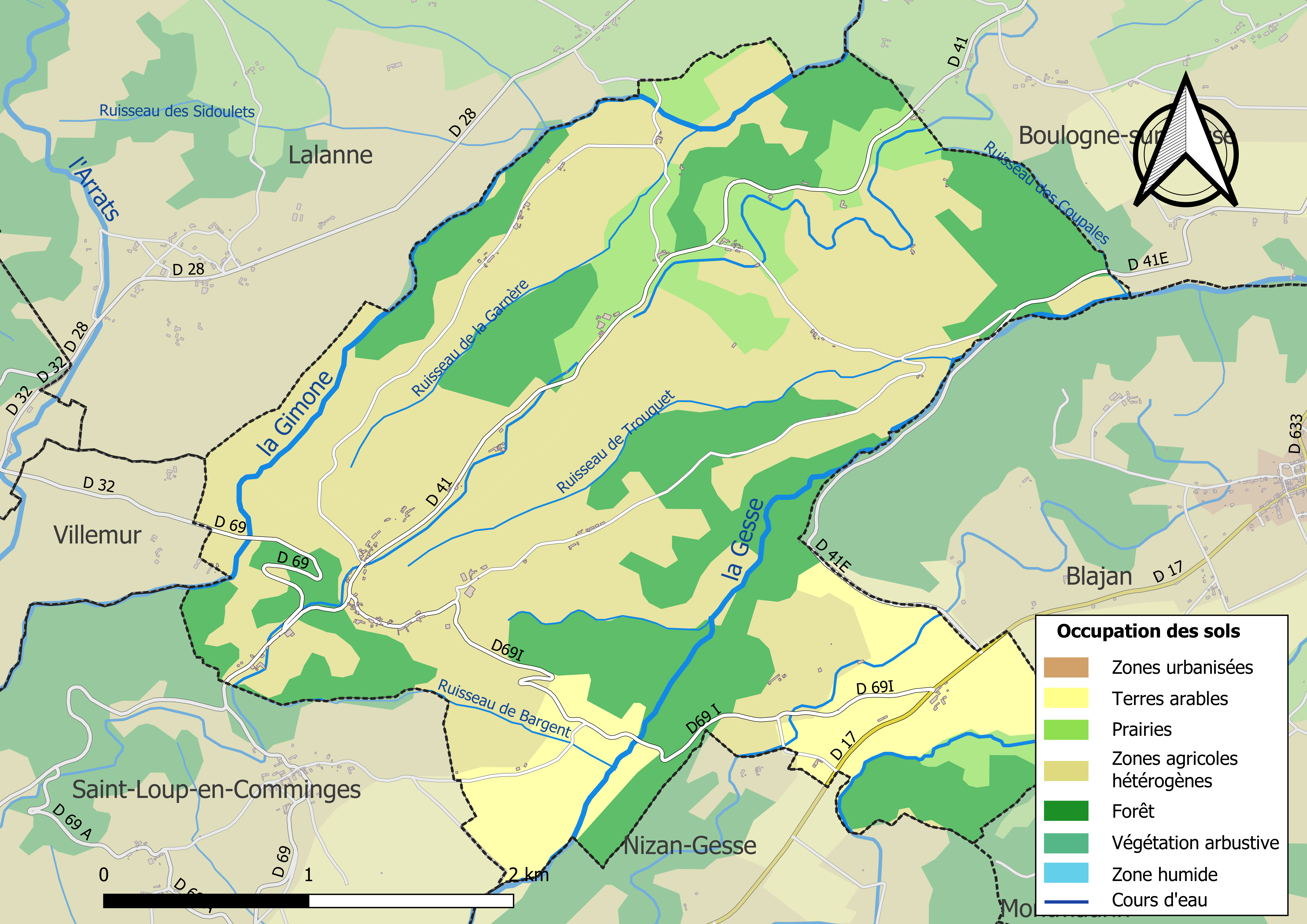
Carte des infrastructures et de l'occupation des sols de la commune en 2018 (CLC).

### Voies de communication et transports
Accès avec la ligne régulière de transport interurbain du réseau Arc-en-ciel (anciennement SEMVAT).

### Risques majeurs
Le territoire de la commune de Gensac-de-Boulogne est vulnérable à différents aléas naturels : météorologiques (tempête, orage, neige, grand froid, canicule ou sécheresse), inondations et séisme (sismicité modérée). Un site publié par le BRGM permet d'évaluer simplement et rapidement les risques d'un bien localisé soit par son adresse soit par le numéro de sa parcelle.
Certaines parties du territoire communal sont susceptibles d’être affectées par le risque d’inondation par débordement de cours d'eau, notamment la Gesse et la Bernesse. La commune a été reconnue en état de catastrophe naturelle au titre des dommages causés par les inondations et coulées de boue survenues en 1982, 1999, 2000 et 2009,.

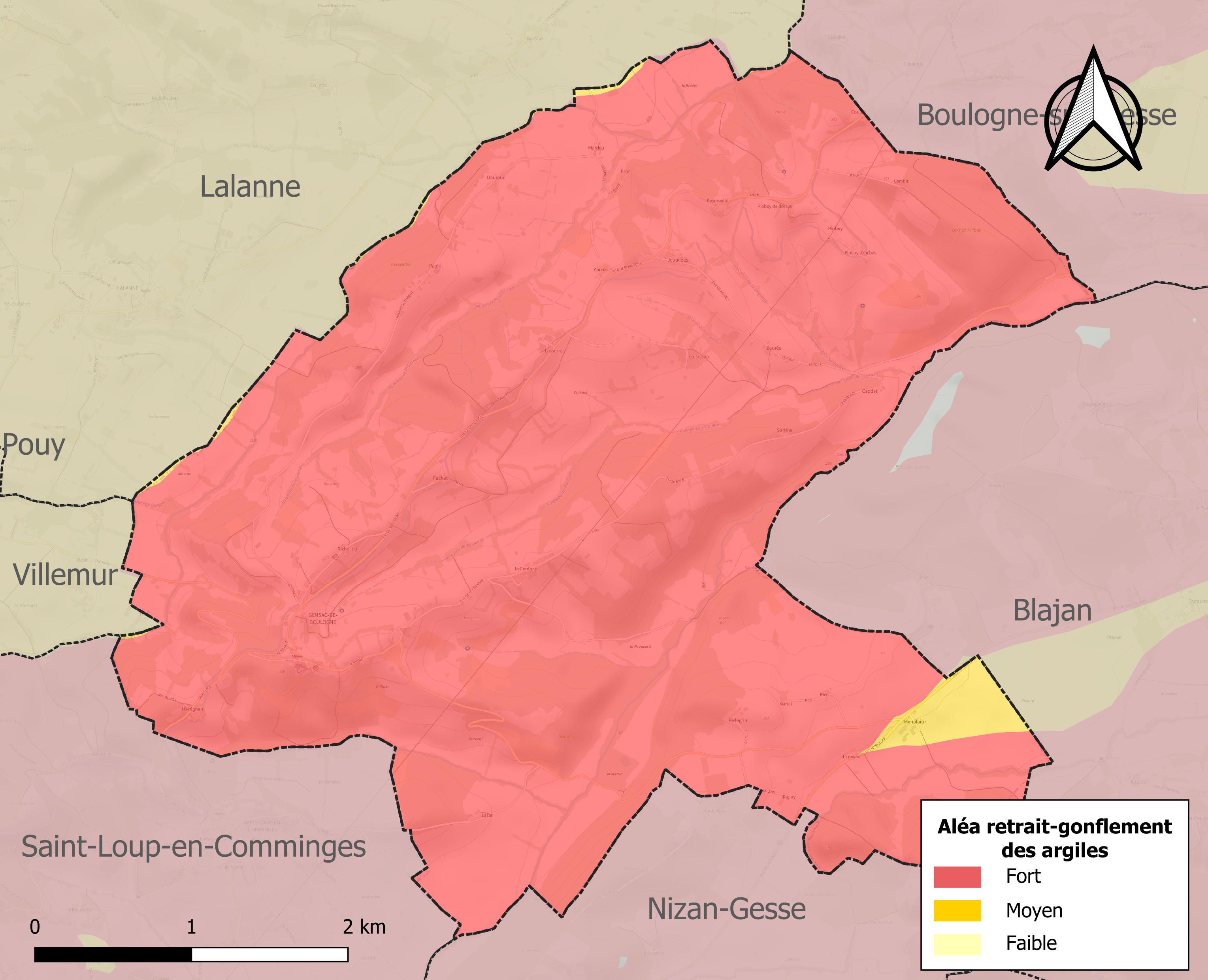
Carte des zones d'aléa retrait-gonflement des sols argileux de Gensac-de-Boulogne.

Le retrait-gonflement des sols argileux est susceptible d'engendrer des dommages importants aux bâtiments en cas d’alternance de périodes de sécheresse et de pluie. La totalité de la commune est en aléa moyen ou fort (88,8 % au niveau départemental et 48,5 % au niveau national). Sur les 75 bâtiments dénombrés sur la commune en 2019, 75 sont en aléa moyen ou fort, soit 100 %, à comparer aux 98 % au niveau départemental et 54 % au niveau national. Une cartographie de l'exposition du territoire national au retrait gonflement des sols argileux est disponible sur le site du BRGM,.
Par ailleurs, afin de mieux appréhender le risque d’affaissement de terrain, l'inventaire national des cavités souterraines permet de localiser celles situées sur la commune.
Concernant les mouvements de terrains, la commune a été reconnue en état de catastrophe naturelle au titre des dommages causés par la sécheresse en 1989 et 1993 et par des mouvements de terrain en 1999.

## Toponymie
Appelée Gensac-d'Aurignac avant la Révolution, la commune de Gensac prend le nom de Gensac-de-Boulogne par décret du 31 décembre 1929.

## Histoire
Voir : Panthéon pyrénéen

## Politique et administration

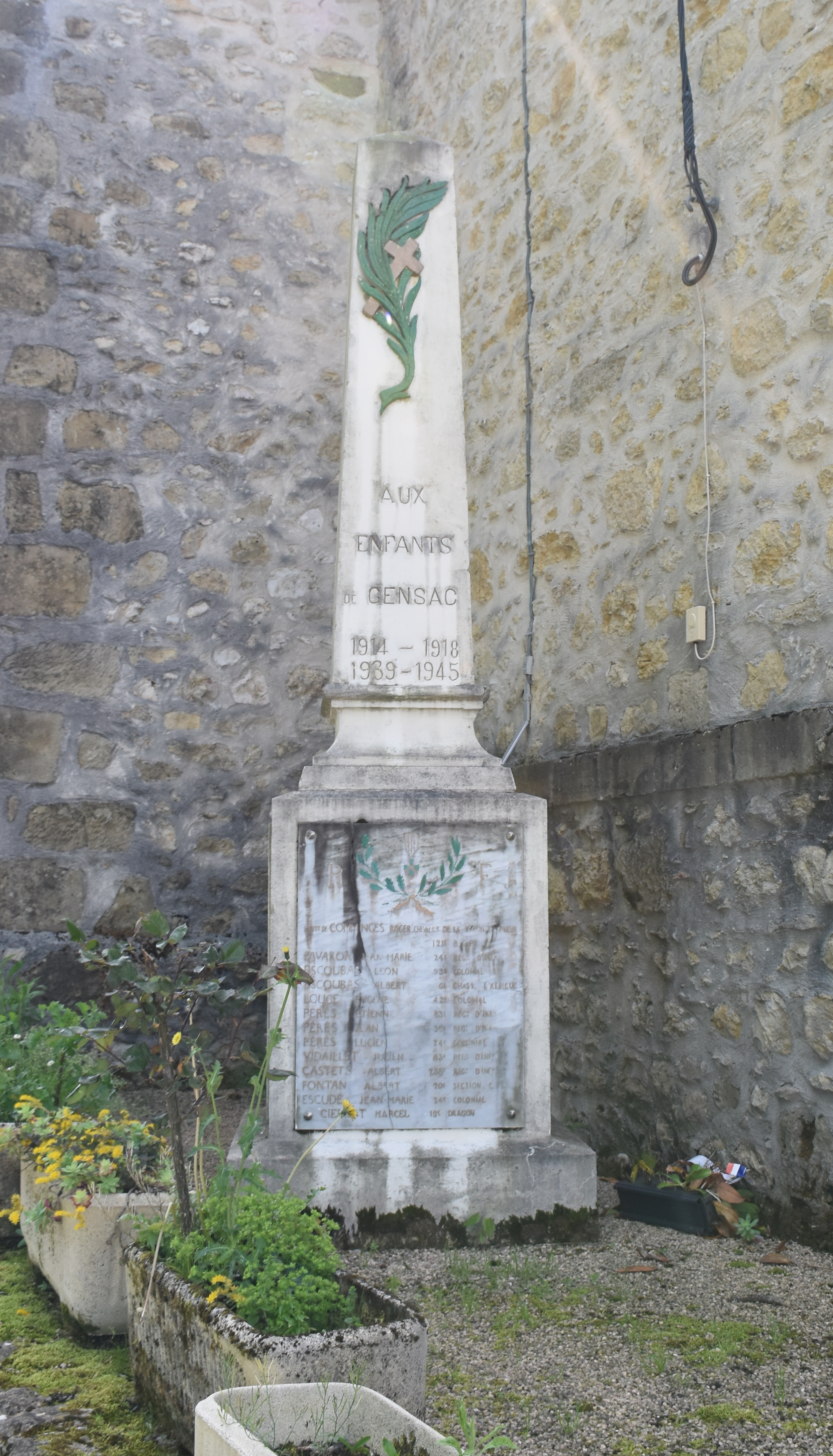
Le monument aux morts.

### Rattachements administratifs et électoraux
Commune faisant partie de la huitième circonscription de la Haute-Garonne, de la communauté de communes Cœur et Coteaux de Comminges et du canton de Saint-Gaudens (avant le redécoupage départemental de 2014, Gensac-de-Boulogne faisait partie de l'ex-canton de Boulogne-sur-Gesse et avant le 1er janvier 2017 elle faisait partie de la communauté de communes du Boulonnais).

### Liste des maires
| Période                                  | Période  | Identité       | Étiquette | Qualité     |
| ---------------------------------------- | -------- | -------------- | --------- | ----------- |
| Les données manquantes sont à compléter. |          |                |           |             |
| juin 1995                                | En cours | Daniel Sabathe | DVG       | Agriculteur |

## Population et société

### Démographie
L'évolution du nombre d'habitants est connue à travers les recensements de la population effectués dans la commune depuis 1793. Pour les communes de moins de 10 000 habitants, une enquête de recensement portant sur toute la population est réalisée tous les cinq ans, les populations de référence des années intermédiaires étant quant à elles estimées par interpolation ou extrapolation. Pour la commune, le premier recensement exhaustif entrant dans le cadre du nouveau dispositif a été réalisé en 2008.

En 2022, la commune comptait 97 habitants, en évolution de −27,07 % par rapport à 2016 (Haute-Garonne : +8,02 %, France hors Mayotte : +2,11 %).
| 1793 | 1800 | 1806 | 1821 | 1831 | 1836 | 1841 | 1846 | 1851 |
| ---- | ---- | ---- | ---- | ---- | ---- | ---- | ---- | ---- |
| 343  | 314  | 365  | 341  | 432  | 485  | 442  | 482  | 465  |

| 1856 | 1861 | 1866 | 1872 | 1876 | 1881 | 1886 | 1891 | 1896 |
| ---- | ---- | ---- | ---- | ---- | ---- | ---- | ---- | ---- |
| 403  | 420  | 402  | 394  | 379  | 409  | 370  | 360  | 402  |

| 1901 | 1906 | 1911 | 1921 | 1926 | 1931 | 1936 | 1946 | 1954 |
| ---- | ---- | ---- | ---- | ---- | ---- | ---- | ---- | ---- |
| 366  | 347  | 298  | 265  | 239  | 217  | 205  | 210  | 200  |

| 1962 | 1968 | 1975 | 1982 | 1990 | 1999 | 2006 | 2008 | 2013 |
| ---- | ---- | ---- | ---- | ---- | ---- | ---- | ---- | ---- |
| 196  | 172  | 147  | 122  | 117  | 141  | 115  | 107  | 116  |

| 2018 | 2022 | - | - | - | - | - | - | - |
| ---- | ---- | - | - | - | - | - | - | - |
| 118  | 97   | - | - | - | - | - | - | - |

| selon la population municipale des années : | 1968 | 1975 | 1982 | 1990 | 1999 | 2006 | 2009 | 2013 |
| Rang de la commune dans le département      | 288  | 308  | 449  | 431  | 416  | 451  | 471  | 465  |
| Nombre de communes du département           | 592  | 582  | 586  | 588  | 588  | 588  | 589  | 589  |

### Enseignement
Gensac-de-Boulogne fait partie de l'académie de Toulouse.

### Manifestations culturelles et festivités
La commune possédait un comité des fêtes jusqu'en 2023

## Économie

### Emploi
|                | 2008  | 2013  | 2018  |
| -------------- | ----- | ----- | ----- |
| Commune        | 1,6 % | 10 %  | 8,1 % |
| Département    | 7,7 % | 9,6 % | 9,3 % |
| France entière | 8,3 % | 10 %  | 10 %  |

En 2018, la population âgée de 15 à 64 ans s'élève à 62 personnes, parmi lesquelles on compte 67,7 % d'actifs (59,7 % ayant un emploi et 8,1 % de chômeurs) et 32,3 % d'inactifs,. Depuis 2008, le taux de chômage communal (au sens du recensement) des 15-64 ans est inférieur à celui de la France et du département.
La commune est hors attraction des villes,. Elle compte 26 emplois en 2018, contre 21 en 2013 et 18 en 2008. Le nombre d'actifs ayant un emploi résidant dans la commune est de 39, soit un indicateur de concentration d'emploi de 67,9 % et un taux d'activité parmi les 15 ans ou plus de 46,3 %.
Sur ces 39 actifs de 15 ans ou plus ayant un emploi, 17 travaillent dans la commune, soit 44 % des habitants. Pour se rendre au travail, 64,1 % des habitants utilisent un véhicule personnel ou de fonction à quatre roues, 5,1 % les transports en commun, 17,9 % s'y rendent en deux-roues, à vélo ou à pied et 12,8 % n'ont pas besoin de transport (travail au domicile).

### Activités hors agriculture
12 établissements sont implantés  à Gensac-de-Boulogne au 31 décembre 2019.
Le secteur de l'administration publique, l'enseignement, la santé humaine et l'action sociale est prépondérant sur la commune puisqu'il représente 50 % du nombre total d'établissements de la commune (6 sur les 12 entreprises implantées  à Gensac-de-Boulogne), contre 16,6 % au niveau départemental.

### Agriculture
La commune est dans les « Coteaux de Gascogne », une petite région agricole occupant une partie ouest du département de la Haute-Garonne, constitué d'un relief de cuestas et de vallées peu profondes, creusés par les rivières issues du massif pyrénéen, avec une activité de polyculture et d’élevage. En 2020, l'orientation technico-économique de l'agriculture  sur la commune est la polyculture et/ou le polyélevage.
|               | 1988 | 2000 | 2010 | 2020 |
| ------------- | ---- | ---- | ---- | ---- |
| Exploitations | 25   | 16   | 16   | 14   |
| SAU (ha)      | 551  | 555  | 688  | 700  |

Le nombre d'exploitations agricoles en activité et ayant leur siège dans la commune est passé de 25 lors du recensement agricole de 1988  à 16 en 2000 puis à 16 en 2010 et enfin à 14 en 2020, soit une baisse de 44 % en 32 ans. Le même mouvement est observé à l'échelle du département qui a perdu pendant cette période 57 % de ses exploitations,. La surface agricole utilisée sur la commune a quant à elle augmenté, passant de 551 ha en 1988 à 700 ha en 2020. Parallèlement la surface agricole utilisée moyenne par exploitation a augmenté, passant de 22 à 50 ha.

#### Galerie

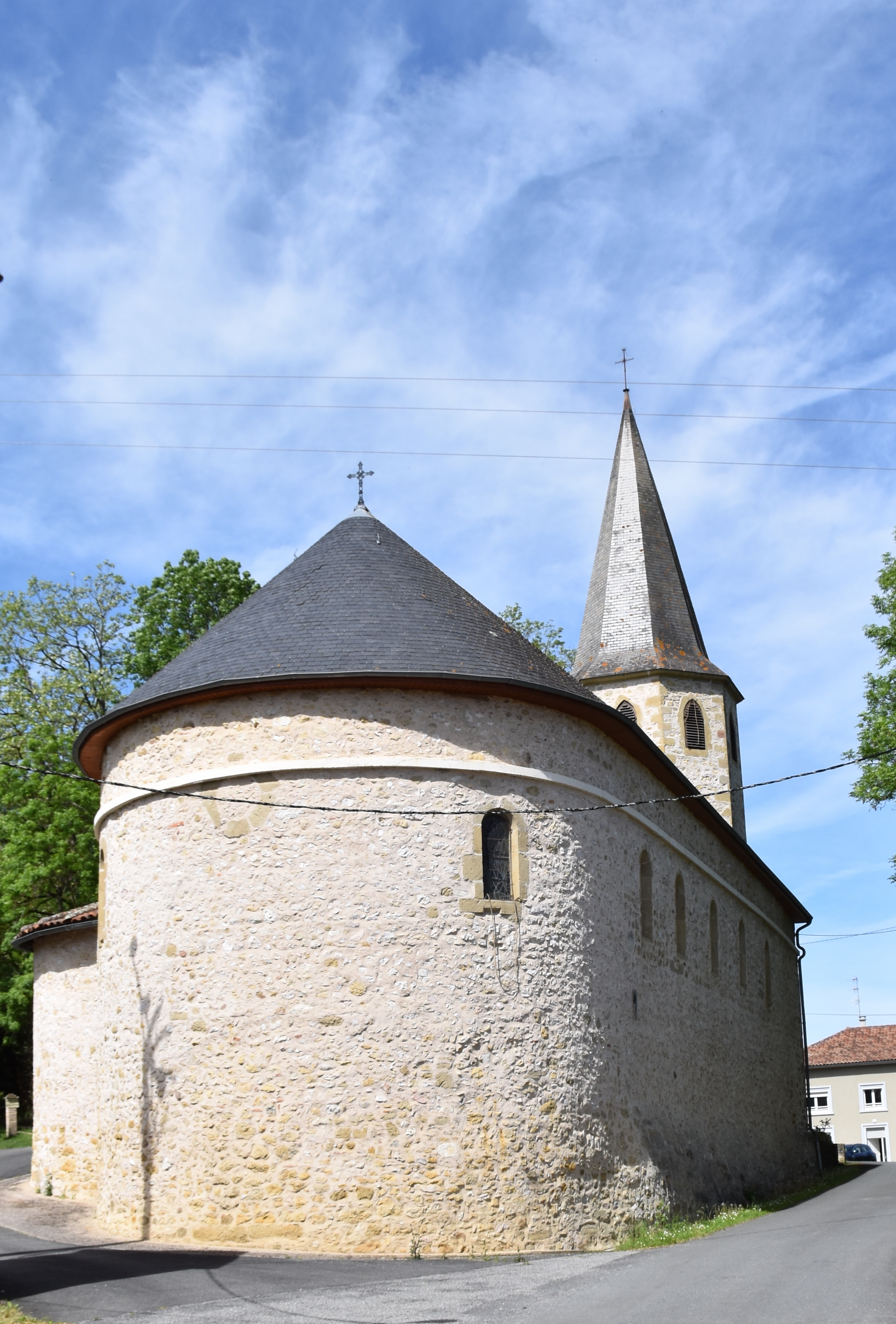
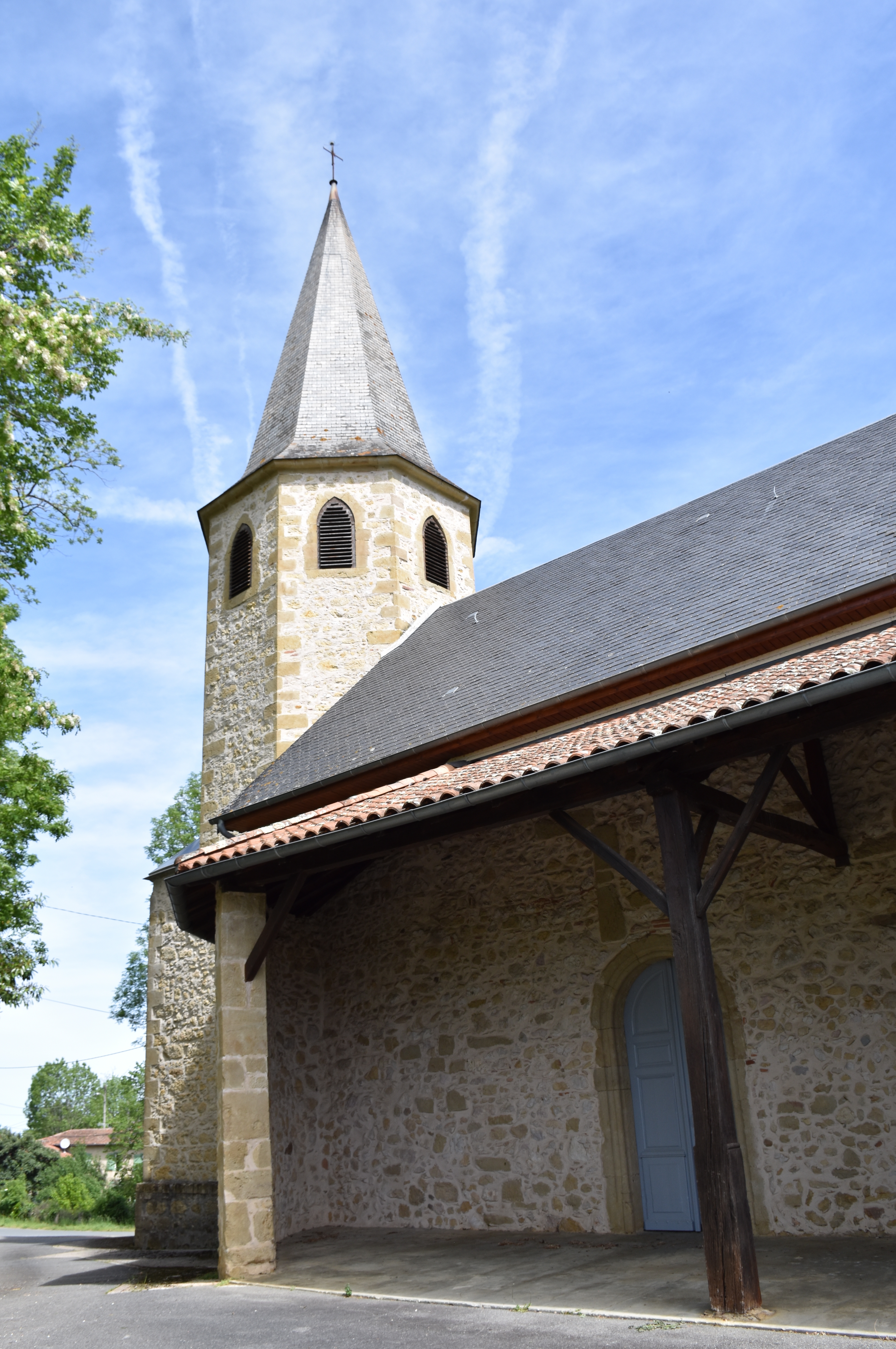
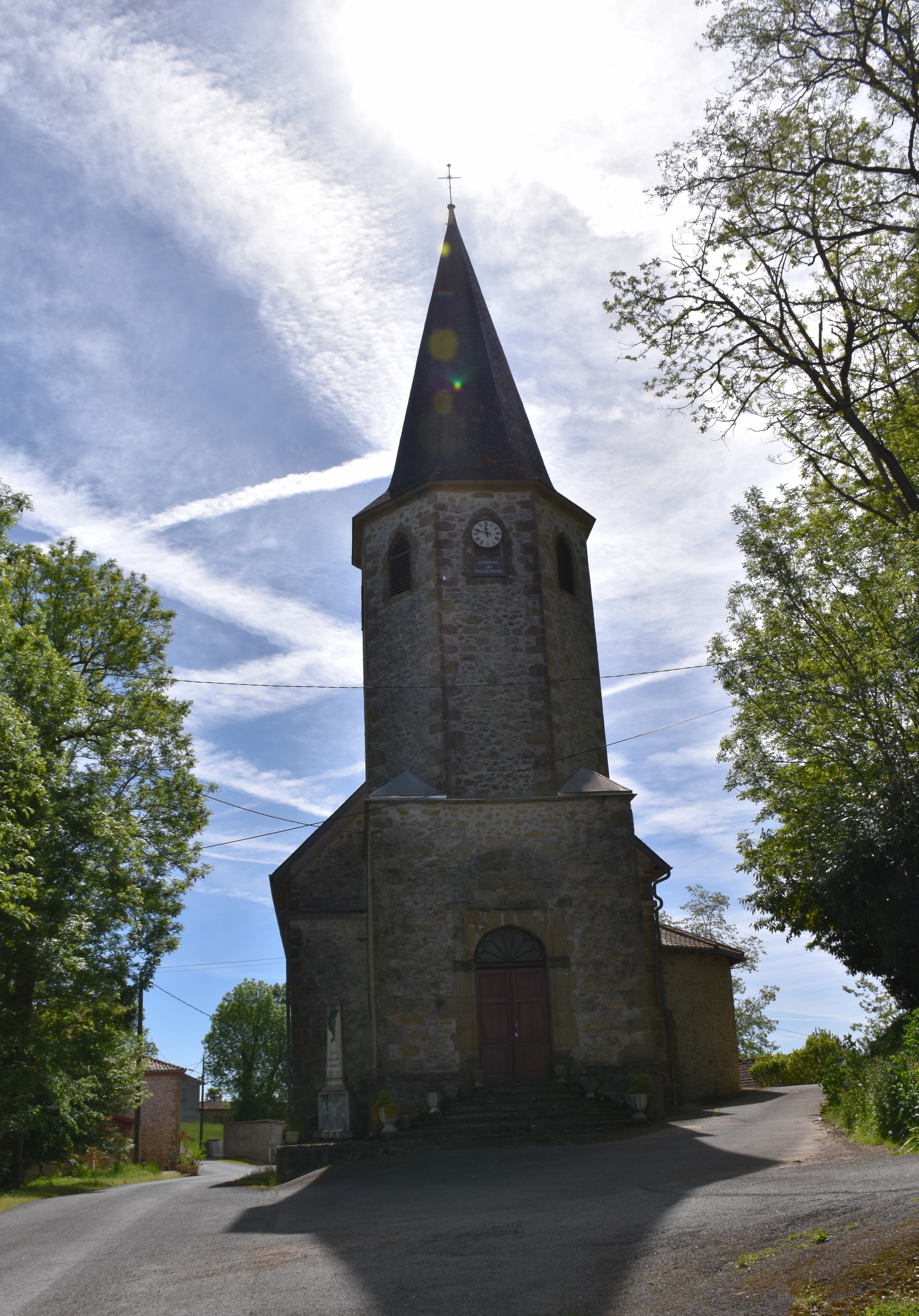
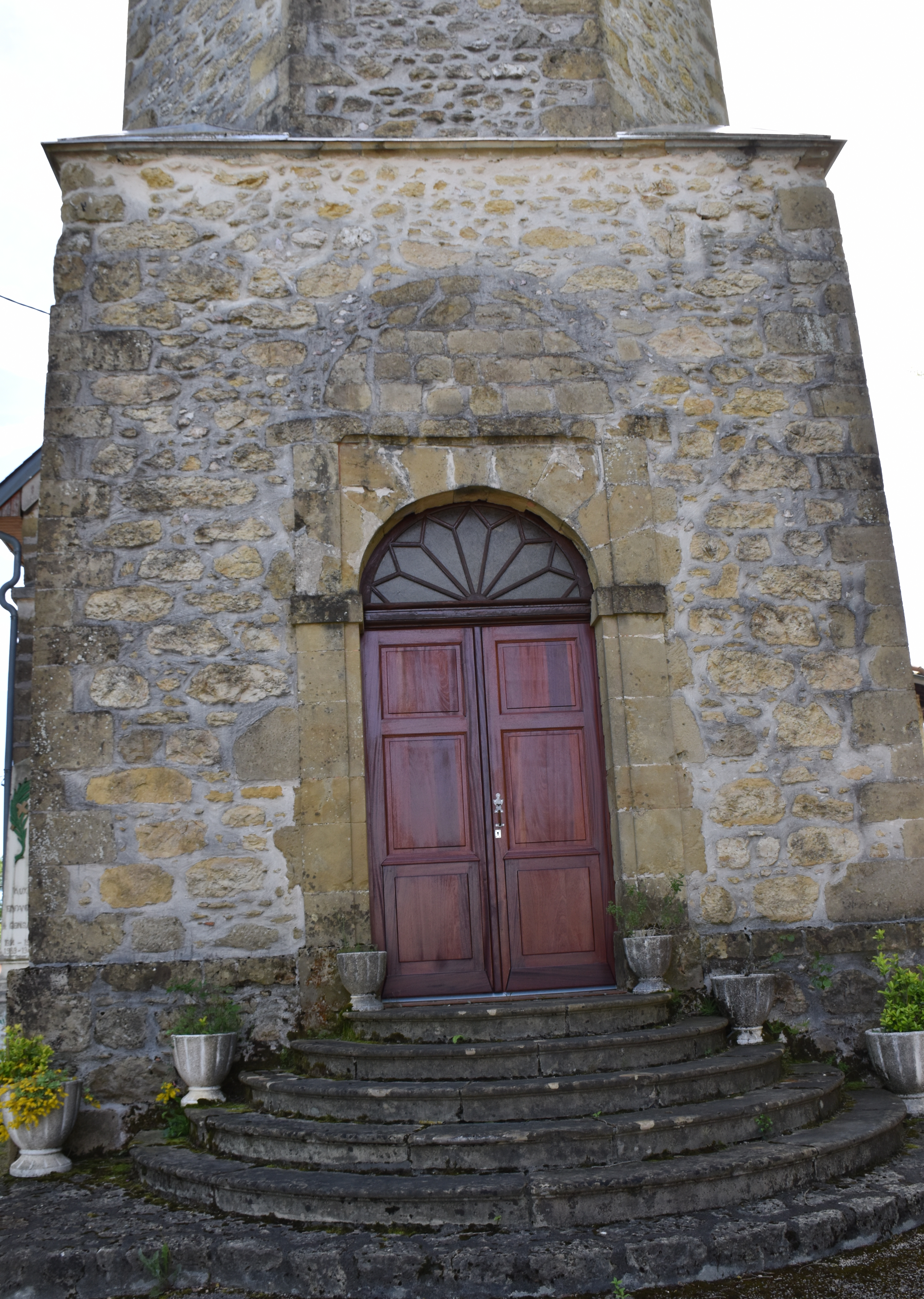

## Culture locale et patrimoine

### Lieux et monuments
- Église de la Nativité.